# Okko Järvi
Okko Johannes Järvi (Vantaa, 12 gennaio 1996) è un cestista finlandese.

## Palmarès

### Squadra
- Campionato finlandese: 2

Kauhajoen Karhu: 2018-19
Helsinki Seagulls: 2022-2023
- Coppa di Finlandia: 1

Helsinki Seagulls: 2024

### Individuale
- Korisliiga MVP: 1

Kauhajoen Karhu: 2020-21